# Lostenen

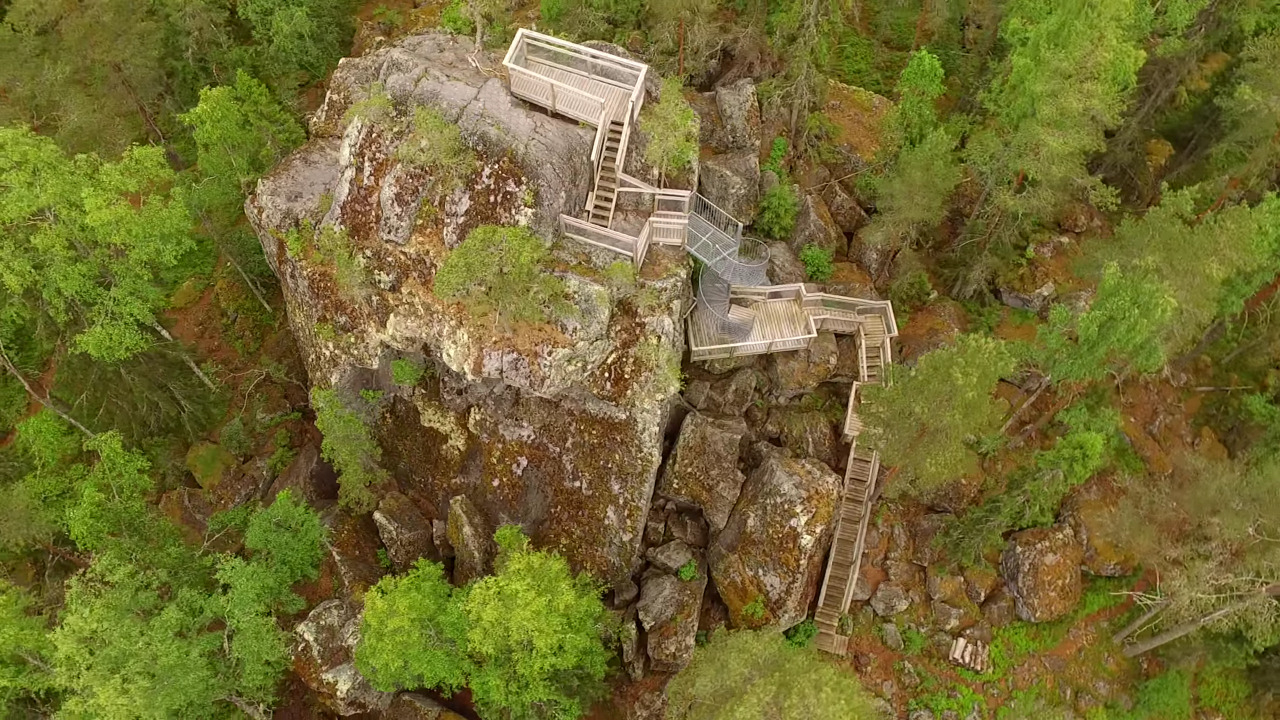

Lostenen (finska: Ilveskivi) är Finlands högsta flyttblock. Lostenen finns i Överpurmo i Pedersöre kommun och är 16 meter hög.

## Historia
Lostenen är ett exempel på istidens framfart. Namnet har stenen fått av de lodjur som uppehållit sig i den steniga terrängen omkring stenen. Enligt uppgift sköts det sista lodjuret under tidigt 1900-tal, men man har sett spår efter stora rovdjur i alla tider. Den mytomspunna stenen har gett skydd åt människor i ofärdstider som stora ofreden.

## Myter
Det berättades att förr i tiden sökte sig flera unga par till stenen. De klättrade upp på den och började dansa ända tills en flicka halkade och föll ner. Men kavaljeren fick tag i ena flätan men orkade inte dra upp henne. Hon störtade ner bland klippblocken och dog. I en annan myt sägs det att det en gång i tiden gick att se sju kyrktorn då man stod på stenen. Numera syns bara några fodersilor från toppen.